# Edgars Rinkēvičs
Edgars Rinkēvičs (ur. 21 września 1973 w Jurmale) – łotewski polityk i urzędnik państwowy, poseł na Sejm, w latach 2011–2023 minister spraw zagranicznych, od 2023 prezydent Łotwy.

## Życiorys
Edgars Rinkēvičs w latach 1991–1995 studiował na wydziale historii i filozofii Uniwersytetu Łotwy w Rydze, uzyskując licencjat. Od 1994 do 1995 studiował stosunki międzynarodowe na Uniwersytecie w Groningen w Holandii. W 1997 uzyskał magisterium z nauk politycznych na Uniwersytecie Łotwy, a w 2000 magisterium na National Defense University w Stanach Zjednoczonych.
W latach 1993–1994 pracował jako dziennikarz w łotewskim radiu publicznym Latvijas Radio, specjalizując się w tematach polityki międzynarodowej. Od 1995 do 1996 był zatrudniony w departamencie polityki w Ministerstwie Obrony, awansując na stanowisko dyrektora departamentu. Od 1996 do 1997 pełnił funkcję podsekretarza stanu ds. polityki obrony w Ministerstwie Obrony, a od 1997 do 2008 zajmował stanowisko sekretarza stanu w tym resorcie. W latach 1998–2004 należał do partii politycznej Łotewska Droga.
W latach 2005–2007 pracował jednocześnie w biurze ds. organizacji Szczytu NATO w Rydze. Od października 2008 do października 2011 zajmował stanowisko szefa Kancelarii Prezydenta Republiki Łotewskiej (w okresie prezydentury Valdisa Zatlersa). 25 października 2011 objął urząd ministra spraw zagranicznych w trzecim rządzie Valdisa Dombrovskisa. W styczniu 2012 przystąpił do Partii Reform Zatlersa. W wyborach w 2014 uzyskał mandat posła na Sejm XII kadencji z listy Jedności, z której startowali działacze Partii Reform. Na stanowisku ministra spraw zagranicznych pozostał w pierwszym rządzie Laimdoty Straujumy, jej drugim gabinecie oraz w rządzie Mārisa Kučinskisa.
W wyborach w 2018 i 2022 z powodzeniem ubiegał się o poselską reelekcję na kolejne kadencje Sejmu. Pozostawał ministrem spraw zagranicznych w utworzonym w styczniu 2019 pierwszym rządzie Artursa Krišjānisa Kariņša oraz w powołanym w grudniu 2022 jego drugim gabinecie.
W maju 2023 roku został zgłoszony przez Nową Jedność jako kandydat na urząd prezydenta. W trzeciej turze wyborów prezydenckich, które odbyły się 31 maja, uzyskał wsparcie 52 posłów, wygrywając z Uldisem Pīlēnsem. Poparli go wówczas także deputowani Związku Zielonych i Rolników oraz partii Postępowi. Funkcję ministra spraw zagranicznych pełnił do 7 lipca tegoż roku, kiedy to obowiązki ministra czasowo przejął premier Arturs Krišjānis Kariņš. Następnego dnia został zaprzysiężony na urząd prezydenta Łotwy.

## Odznaczenia

### Łotewskie
- Komandor Krzyża Wielkiego Orderu Trzech Gwiazd (ex officio, 2023)[16]
- Wielki Oficer Orderu Trzech Gwiazd (2007)[16]
- Komandor Krzyża Wielkiego Orderu Westharda (2004)[1][16]
- Komandor Krzyża Wielkiego Krzyża Uznania (ex officio, 2023)[16]
- Odznaka honorowa resortu obrony „Par ieguldījumu Bruņoto spēku attīstībā” (2000)[16]
- Medal pamiątkowy resortu obrony „Sekmējot Latvijas dalību NATO” (2004)[16]

### Zagraniczne i organizacji międzynarodowych
- Krzyż Komandorski Orderu Zasługi Rzeczypospolitej Polskiej (Polska, 2005)[16][17]
- Wielki Oficer Orderu Zasługi Republiki Włoskiej (Włochy, 2005)[18]
- Order Krzyża Ziemi Maryjnej III klasy (Estonia, 2005)[19]
- Rycerz Orderu Oranje-Nassau (Holandia, 2006)[16]
- NATO Meritorious Service Medal (NATO, 2007)[16]
- Order Krzyża Ziemi Maryjnej II klasy (Estonia, 2009)[20]
- Krzyż Komandorski I klasy Orderu Lwa Finlandii (Finlandia, 2013)[16]
- Krzyż Wielki Królewskiego Norweskiego Orderu Zasługi (Norwegia, 2015)[16]
- Wielki Oficer Orderu Oranje-Nassau (Holandia, 2018)[16]
- Kawaler Krzyża Wielkiego Orderu Zasługi Republiki Włoskiej (Włochy, 2019)[21]
- Krzyż Wielki Orderu Zasługi Republiki Federalnej Niemiec (Niemcy, 2019)[16]
- Order Krzyża Ziemi Maryjnej I klasy (Estonia, 2019)[16][22]
- Krzyż Zasługi MSZ (Estonia, 2021)[23]
- Order „Za zasługi” I klasy (Ukraina, 2022)[16][24]
- Wielki Oficer Orderu Korony Dębowej (Luksemburg, 2023)[16]
- Honorary Companion of Honour with Collar Narodowego Orderu Zasługi (Malta, 2024)[25]
- Order Orła Białego (Polska, 2025)[26][27]
- Medal Rady Bałtyckiej (2017)[28]

## Życie prywatne
W listopadzie 2014 dokonał coming outu, ujawniając na Twitterze, że jest gejem. Jest singlem. Jeden z jego przodków wyemigrował z Warszawy na Łotwę po powstaniu styczniowym.